# Tumulus von Tatarlı
Der Tumulus von Tatarlı ist ein phrygischer Grabhügel der Achämenidenzeit, der ehemals eine vollständig ausgemalte hölzerne Grabkammer barg. Er liegt beim Dorf Tatarlı in der türkischen Provinz Afyonkarahisar, rund 30 km nordöstlich der antiken Stadt Kelainai, heute Dinar. Teile der Grabkammer werden im Archäologischen Museum Afyonkarahisar aufbewahrt, wo sie seit 2023 ausgestellt sind.

## Geschichte und Erforschung
Tumulus und Grabkammer stammen aus dem frühen 5. Jahrhundert v. Chr., Bauherr war möglicherweise ein lokaler Herrscher in persischen Diensten. Bis in römische Zeit wurde das Grab mehrfach nachbelegt. 1969 wurde die Grabkammer von Plünderern aufgebrochen und stark beschädigt. Zwei der bemalten Balken gelangten zunächst nach Deutschland, bis sie 2009 im Rahmen eines Deutsch-Türkischen Forschungs- und Restaurierungsprojekts mit den verbliebenen Teilen der Grabkammer im archäologischen Museum von Afyonkarahisar wieder vereint wurden. 2010 wurde die rekonstruierte Grabkammer in einer Ausstellung in Istanbul gezeigt.

## Bauweise
Das Hügelgrab steht auf einem weithin sichtbaren Felsrücken und hat eine Höhe von rund 6 m. Die Grabkammer war in Blockbauweise aus Zedern- und Wacholderbalken errichtet und durch einen steinernen Dromos zugänglich. Mithilfe eines komplizierten Systems aus umgebenden Quadermauern, Drainagegräben und mehrschichtigen Holz-, Lehm- und Kiespackungen war die Grabkammer bis zu ihrer Bergung 1970 vor Witterung gut geschützt. Die auffällig qualitätvolle Holzbearbeitung belegt einen hohen Stand der antiken Zimmermannskunst in dieser Region.

## Malerei
Aufgrund der soliden Bauweise haben sich große Teile der bedeutenden Malereien im Innenraum der Grabkammer erhalten. Die Giebelwand zeigt Darstellungen von geflügelten Stieren, Säbeltänzern und den Geryoneus-Mythos, der auch andernorts mit Grabkulten verbunden wurde. An einer Längswand fanden sich zwei Bildfriese mit Darstellungen persischer Soldaten. Einer dieser Friese stellt eine Schlacht zwischen Persern und Skythen dar, die persische Armee ist dabei überlegen. Bei dem zweiten Fries handelt es sich um eine Prozessionsszene, an der mehrere Fußsoldaten und Reiter teilnehmen. Die detailreiche Wiedergabe der martialischen Motive, Trachten, Pferde, Waffen, Wagen und anderen Kriegsgeräts zeugt davon, dass der Künstler die persische Armee aus eigener Anschauung kannte. Hintergrund ist vermutlich die bei Herodot (7, 26-29) beschriebene Präsenz achämenidischer Truppen im nahegelegenen Kelainai zu dieser Zeit.